# Christian Dauriac
Pour les articles homonymes, voir Baysse et Dauriac.
Christian Dauriac, de son vrai nom Christian Baysse, (1er mars 1952 à Aurillac, Cantal) est un journaliste français.
Il fait ses études aux lycées Émile Duclaux d'Aurillac et Montesquieu de Bordeaux en section A. Après son baccalauréat, il poursuit ses études  à l'Institut d'études politiques de Bordeaux.
Jeune journaliste, il travaille à Radio France (en Bretagne) puis à Sud Radio (à Toulouse) et un peu à France Inter Paris avant de devenir rédacteur en chef des journaux parlés de France Culture/musique (1982-1984).
À la direction de l'information France 3, il modernise le Soir 3 dont l'audience remonte. En 1986, le nouveau gouvernement le « met au placard » pour cause d'opinion politique.
Travaillant un temps à TF1, il crée le réseau de correspondants régionaux en relation avec les quotidiens régionaux (PQR) qui permet à la chaîne d'avoir des images et des informations rapidement, ce qui désavantage le service public.
C'est alors qu'en 1990 France Télévision l'engage à nouveau. Il y est resté à de multiples postes : producteur de l'émission Décryptages, directeur délégué à la régionalisation, directeur de la rédaction nationale de FR3, directeur de la station régionale FR3 Paris-Île-de-France-Centre (dont il installera le siège à Vanves), conseiller du président, directeur du projet numérique, directeur de la recherche et du développement... jusqu'au 3 janvier 2005, date à laquelle il est devenu directeur général-adjoint de CFI (Canal France International), filiale de coopération de France Télévision. Après avoir assuré depuis 2010 l'intérim comme directeur adjoint de l'information télé de la RTBF avec Jean-Pierre Jacqmin, il a finalement été nommé en 2012 à l'unanimité par le conseil d'administration de la RTBF comme chef de rédaction du journal télévisé pour un mandat de 6 ans. Il a été licencié le 15 octobre 2015 par le conseil d'administration de RTBF pour fautes graves et ensuite pour  motif qu'il aurait tenu des propos homophobes et racistes vis-à-vis d'un collaborateur, ce que Christian Dauriac conteste, évoquant un coup monté. Selon le journal Le Soir, une expertise demandée par la RTBF établirait que le mail est un faux, mais le service de presse de l'institution dément l'information. Le 22 octobre, Christian Dauriac annonce avoir porté plainte au pénal contre la RTBF et introduit un recours au Conseil d'État, mais celui-ci se déclare incompétent.
Parallèlement, Christian Dauriac donne des cours à HEC et siège au bureau de la Maison des Lanceurs d'Alerte.